# Fritz Sdunek
Fritz Sdunek (ur. 18 kwietnia 1947 w Lüssow, zm. 22 grudnia 2014 w Hamburgu) − niemiecki amatorski bokser oraz trener pięściarstwa. W swojej karierze był szkoleniowcem blisko 40 zawodowych mistrzów świata.

## Kariera pięściarska
Boks zaczął trenować jeszcze w szkole podstawowej. Od 1963 roku był zawodnikiem klubu BSG Lokomotive Greifswald, a od 1969 SC Traktor Schwerin. W 1972 roku stoczył ostatnią walkę (w sumie na swoim koncie miał 129 pojedynków, w tym 99 wygranych) i rozpoczął karierę trenerską. 

## Kariera trenerska
W latach 1972–1989 pracował w Traktorze Schwerin, gdzie jego najbardziej utytułowanym wychowankiem był Andreas Zülow. W 1979 roku Sdunek ukończył studia na lipskiej Deutsche Hochschule für Körperkultur ze specjalizacją pedagoga sportowego. Po zjednoczeniu Niemiec, w latach 1990-1993 był szkoleniowcem w klubie bokserskiej Bundesligi, Bayerze 04 Leverkusen, w którym trenował m.in. Dariusza Michalczewskiego (pod jego kierunkiem polski pięściarz został mistrzem Niemiec i Europy). Równolegle opiekował się kadrą Holandii, doprowadzając Arnolda Vanderlyde do wicemistrzostwa świata w wadze ciężkiej. W latach 1993–1994 był trenerem reprezentacji Niemiec.
W marcu 1994 roku został zatrudniony przez największą niemiecką grupę promotorską Universum i rozpoczął pracę z bokserami zawodowymi. Początkowo odpowiadał za przygotowanie kondycyjne, a także był asystentem trenera Chucka Talhamiego. W 1996 roku, po słabym występie czołowego zawodnika Universum Dariusza Michalczewskiego w walce z Graciano Rocchigianim, Sdunek zastąpił Talhamiego na stanowisku głównego trenera Universum. Zajmował je przez następne 13 lat, w trakcie których osobiście doprowadził do mistrzostwa świata ponad 10 bokserów, a w sumie współpracował z blisko 40 mistrzami. Dzięki temu zyskał przydomek „Weltmeistermacher”.
Wśród trenowanych przez niego zawodników oprócz Michalczewskiego byli m.in.: Aleksandr Aleksiejew, Károly Balzsay, Alexander Dimitrenko, Zsolt Erdei, Juan Carlos Gómez, Artur Grigorjan, bracia Witalij i Władimir Kłyczko, István Kovács, Ralf Rocchigiani, Sinan Şamil Sam i Sebastian Zbik.
W październiku 2009 roku 62-letni Sdunek zapowiedział stopniowe wycofanie się z boksu. Przyczyną był pogarszający się stan zdrowia − cierpiał na choroby serca, a w przeszłości stoczył walkę z rakiem. W styczniu 2010 roku poddał się udanej operacji wymiany stawu biodrowego. Jego obowiązki przejęli Michael Timm, Magomied Szaburow i Artur Grigorjan. Oficjalnie zakończył pracę w Universum w lutym 2010 roku.
Jedynym trenowanym przez niego pięściarzem pozostał mistrz świata w wadze ciężkiej Witalij Kłyczko. W lipcu 2010 roku Sdunek został również opiekunem Marco Hucka.